# Deveron Viaduct
Der Deveron Viaduct ist eine Eisenbahnbrücke in der schottischen Council Area Aberdeenshire. 1989 wurde die Brücke in die schottischen Denkmallisten in der Kategorie B aufgenommen.

## Geschichte
Am Standort befand sich eine fünfbögige Vorgängerbrücke, auf welcher die Bahnstrecke Aberdeen–Inverness den Deveron querte. Ihr Baujahr ist nicht angegeben, sie ging jedoch im Zuge der Einweihung des Abschnitts zwischen Huntly und Keith am 11. Oktober 1856 in Betrieb. Zwischen 1880 und 1900 wurde der Streckenabschnitt zwischen Dyce und Keith auf zwei Parallelgleise erweitert. In diesem Zuge wurde 1900 der neue wenige Meter flussaufwärts befindliche Deveron Viaduct in Betrieb gesetzt. Bauherr war der Streckenbetreiber, die Great North of Scotland Railway. Die alte Deveron-Querung blieb ungenutzt stehen und wurde erst 1978 abgetragen. Die Fundamente der Brückenpfeiler sind noch erkennbar. 1970 wurde die Strecke im Bereich der Brücke auf ein Einzelgleis reduziert.

## Beschreibung
Der Deveron Viaduct überspannt den Deveron mit einem Brückenfeld von 64,8 Metern Länge. Er wurde als Fachwerkbrücke mit obenliegender Fahrbahn als Ständerfachwerk mit kreuzenden Streben konstruiert. Das 7,6 Meter breite Brückendeck ruht auf gemauerten Widerlagern, die mit geschwungenen Stützmauern der zuführenden Dämme ausgeführt sind. Durch die Widerlager sind kleine, korbbogige Vorlandbögen als Hochwasserschutz versehen.